# Friedrich Burckhardt

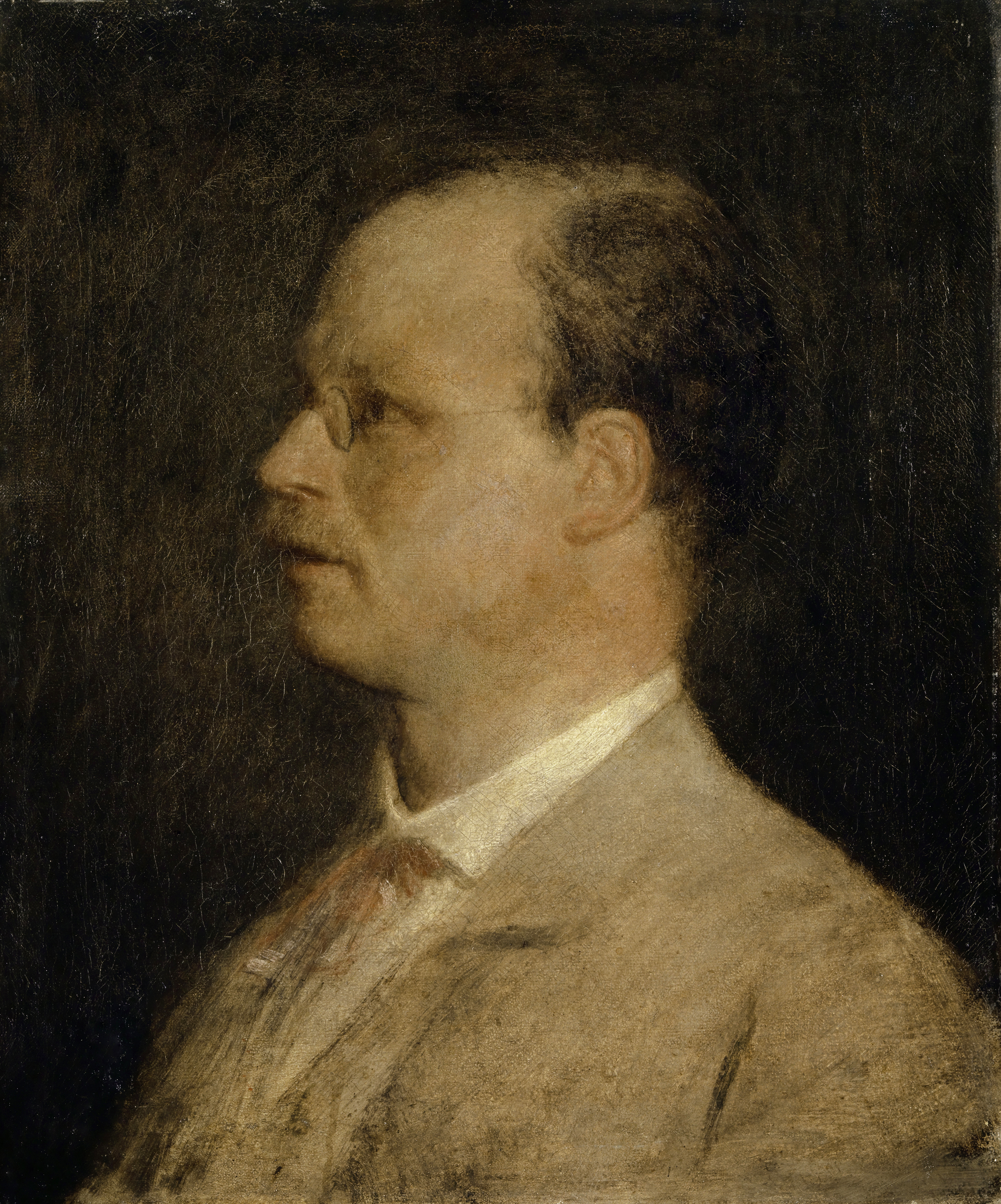
Arnold Böcklin: Bildnis des Rektors Fritz Burckhardt-Brenner, 1867/70 (Kunstmuseum Basel)

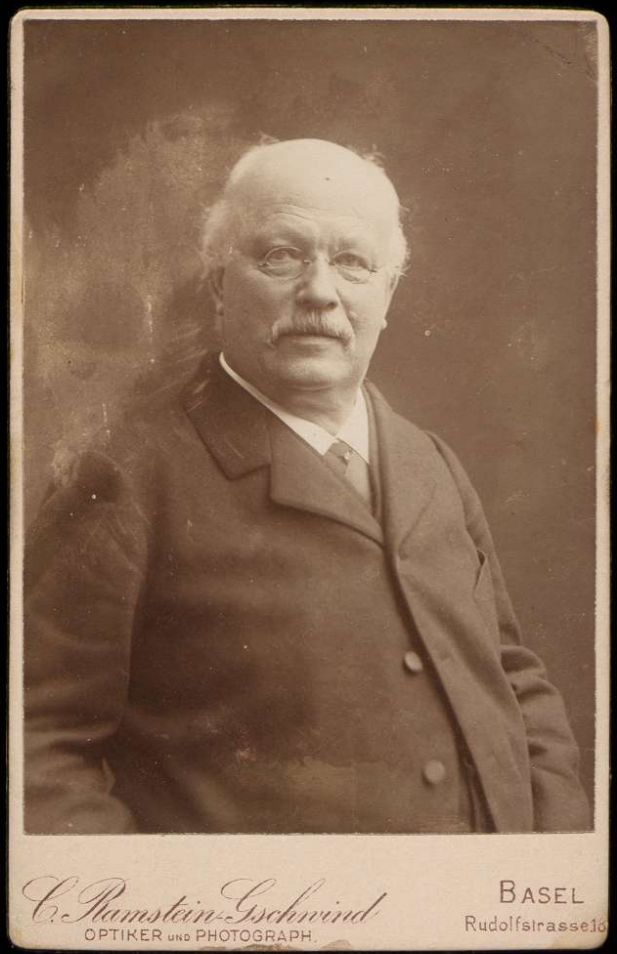
Fritz Burckhardt

Karl Friedrich Burckhardt (auch Fritz Burckhardt, Burckhardt-Brenner; * 27. Dezember 1830 in Sissach; † 3. Februar 1913 in Basel) war ein Schweizer Mathematiker, Schulleiter und Politiker.

## Leben

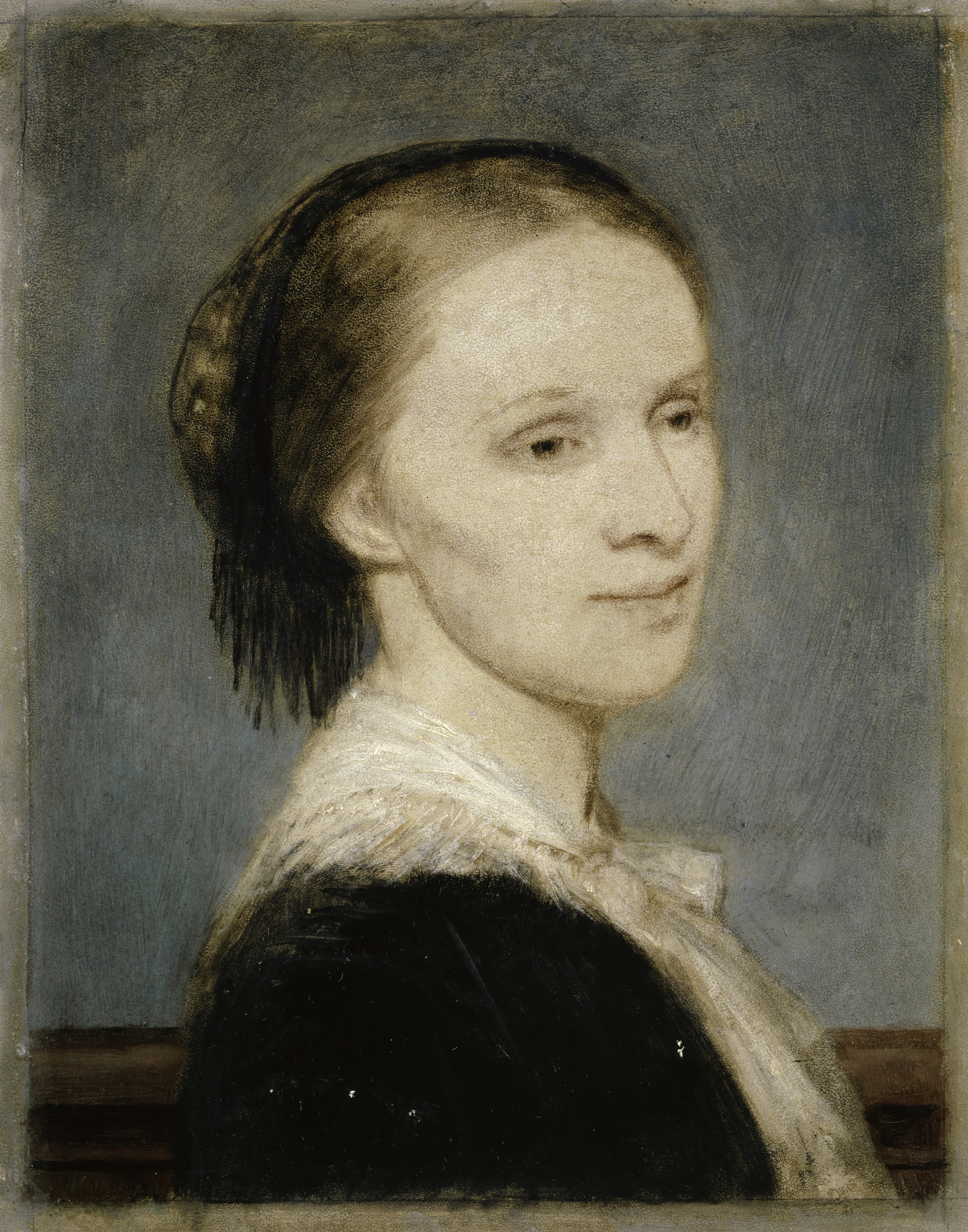
Arnold Böcklin, Bildnis Anna Elisabeth Burckhardt-Brenner, 1868–69, der Ehefrau von Fritz Burckhardt, Kunstmuseum Basel

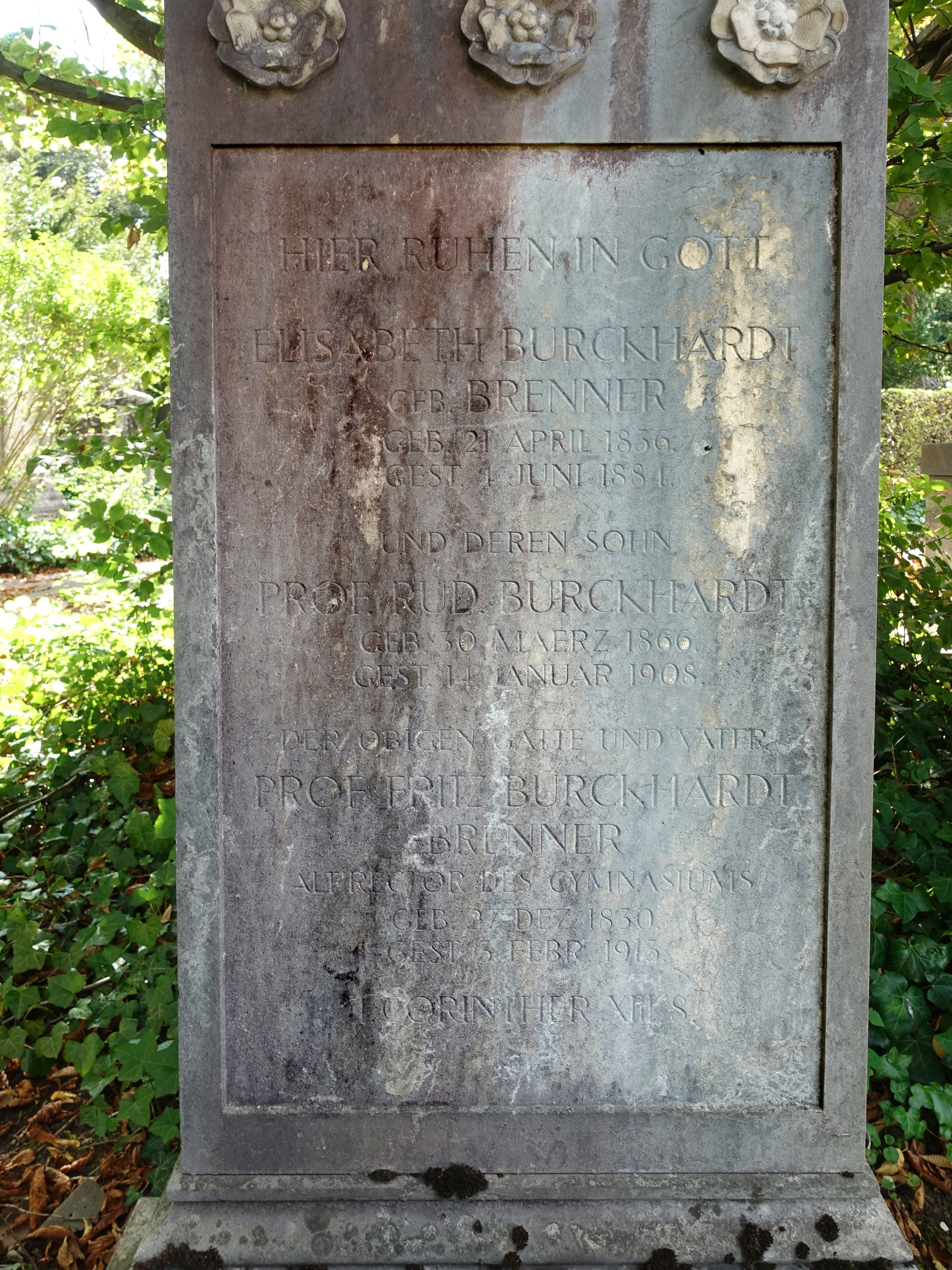
Familiengrab auf dem Wolfgottesacker, Basel

Friedrich Burckhardt war ein Sohn des Basler Regierungsstatthalters Johannes Burckhardt und dessen Ehefrau Lucie, geborene Jacot.
Burckhardt studierte Mathematik und Physik an den Universitäten Basel, Genf, Karlsruhe und Berlin, wirkte ab 1852 als Gymnasiallehrer in Basel, wurde 1869 Rektor der Gewerbeschule, 1870 des Realgymnasiums und war von 1875 bis 1902 Rektor des Humanistischen Gymnasiums in Basel. Daneben war er bereits ab 1868 als Privatdozent und ausserordentlicher Professor an der Universität Basel tätig.
Kommunalpolitisch engagierte er sich 34 Jahre als liberal-konservativer Grossrat des Kantons Basel-Stadt, engagierte sich im Sozialbereich und für das Turnwesen und wirkte von 1902 bis 1908 als Erziehungsrat.
Die zahlreichen Veröffentlichungen von Friedrich Burckhardt umfassen Studien zur physiologischen Optik, Botanik, Geschichte der exakten Naturwissenschaften und zum Bildungswesen.
Friedrich Burckhardt war 1860 Mitbegründer und von 1868 bis 1907 Präsident der Basler Hebelstiftung, 1863 Gründungsmitglied des Schweizer Gymnasiallehrervereins und jeweils von 1866 bis 1868, von 1874 bis 1876 und von 1886 bis 1888 Präsident der Naturforschenden Gesellschaft in Basel. Als Mitglied der Gesellschaft zur Förderung und Aufmunterung des Guten und Gemeinnützigen zu Basel gehörte er zu den Initiatoren der Basler Sterbe- und Alters-Kasse (später Patria Leben), wo er bei der konstituierenden Sitzung 1878 als Leiter der Verwaltungskommission fungierte.
Am 10. Oktober 1888 wurde Karl Friedrich Burckhardt unter der Matrikel-Nr. 2770 als Mitglied in die Deutsche Akademie der Naturforscher Leopoldina aufgenommen.
Die Universität Basel ernannte ihn 1860 zum Ehrendoktor Dr. phil. h. c. und 1874 zum Ehrendoktor Dr. med. h. c.
Er war ab 1855 mit Elisabeth (1836–1884), geborene Brenner, einer Tochter des Schweizer Psychiaters Friedrich Brenner, verheiratet.
Der Zoologe Rudolf Burckhardt war der gemeinsame Sohn des Ehepaars.
Burckhardt gab 1898 beim Bildhauer Max Leu eine Marmorbüste in Auftrag, die er nach seinem Tod dem Kunstmuseum Basel vermachte. Seine letzte Ruhestätte fand er auf dem Friedhof Wolfgottesacker in Basel.

## Schriften
- Die Erfindung des Thermometers und seine Gestaltung im XVII. Jahrhundert. Schultze, Basel 1867 (Digitalisat).
- Ueber die physikalischen Arbeiten der Societas physica Helvetica 1751–1787. Schultze, Basel 1867 (Digitalisat).
- Zur Geschichte des Thermometers. Berichtigungen und Ergänzungen. In: Verhandlungen der Naturforschenden Gesellschaft in Basel. Bd. 16, 1903, S. 1–69 (Digitalisat).
- Die Stellung des Osterfestes im christlichen Kalender. Ein historischer Beitrag. In: Verhandlungen der Naturforschenden Gesellschaft in Basel. Bd. 24, 1913, S. 159–178 (Digitalisat).